# Растеш
Растеш (мак. Растеш) — село у Північній Македонії, входить до складу общини Македонський Брод Південно-Західного регіону.
Населення — 58 осіб (перепис 2002), за етнічним складом — 57 македонців та 1 серб.

## Галерея

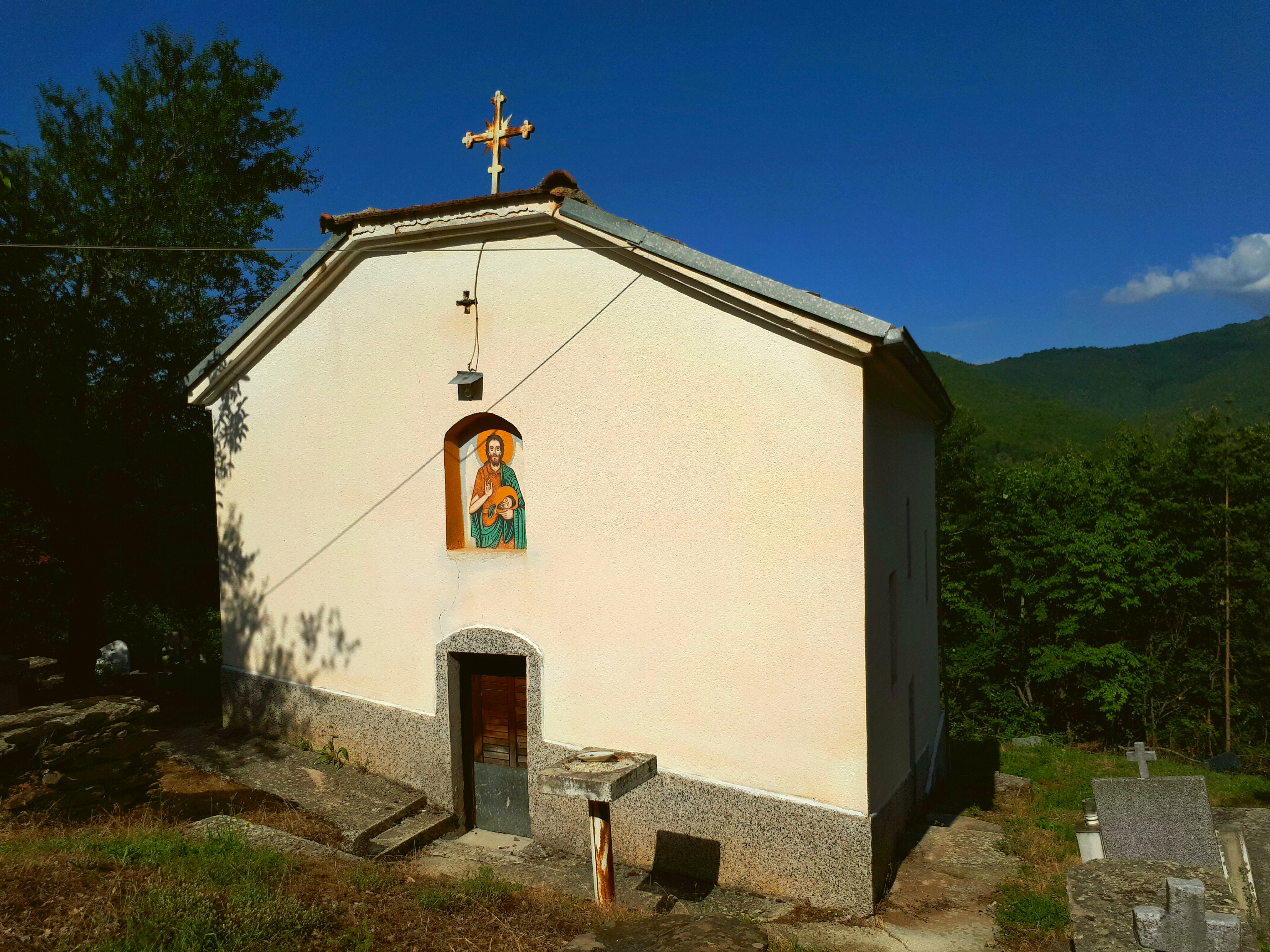
Церква Святого Івана
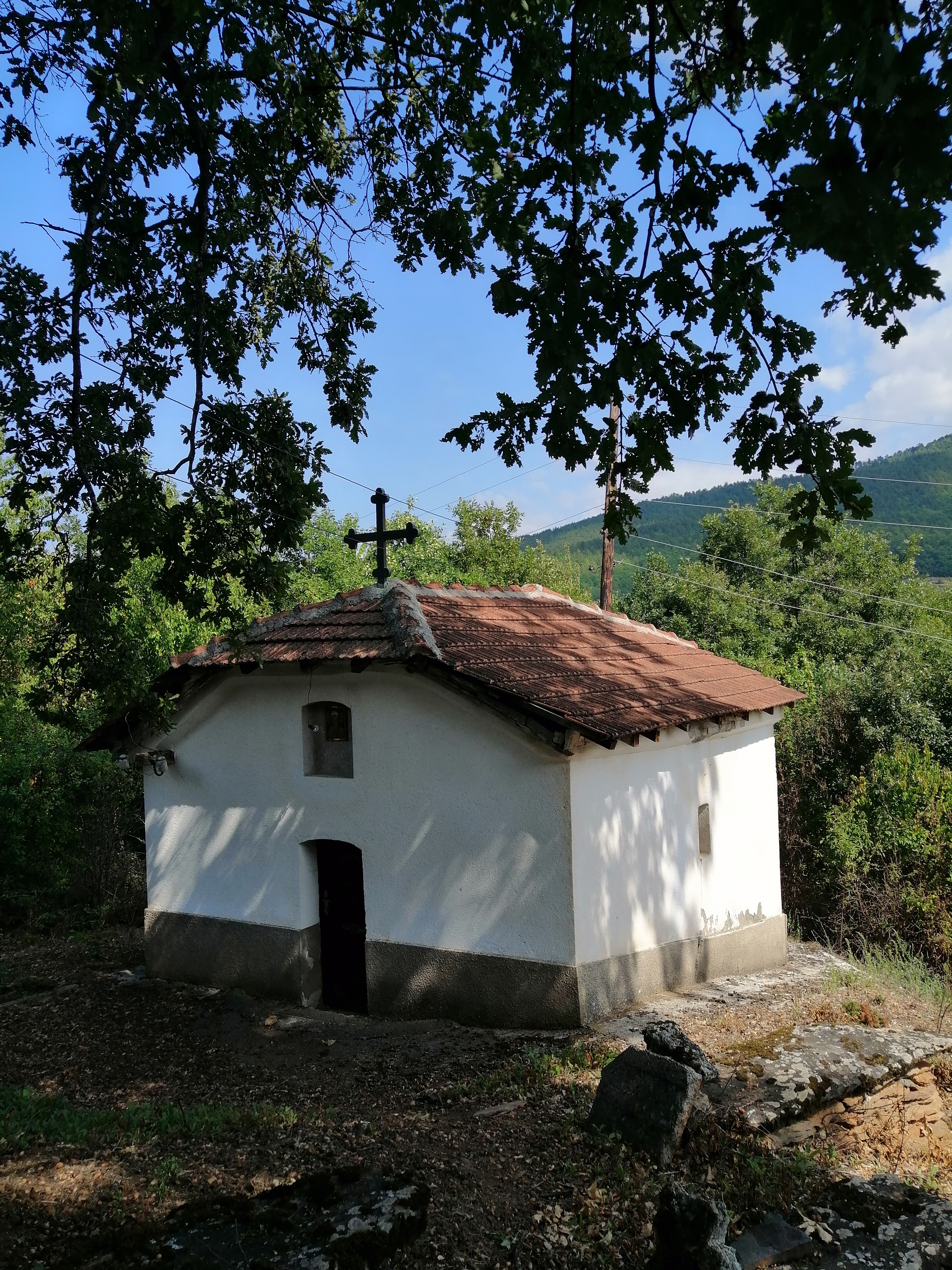
Церква Святого Миколая
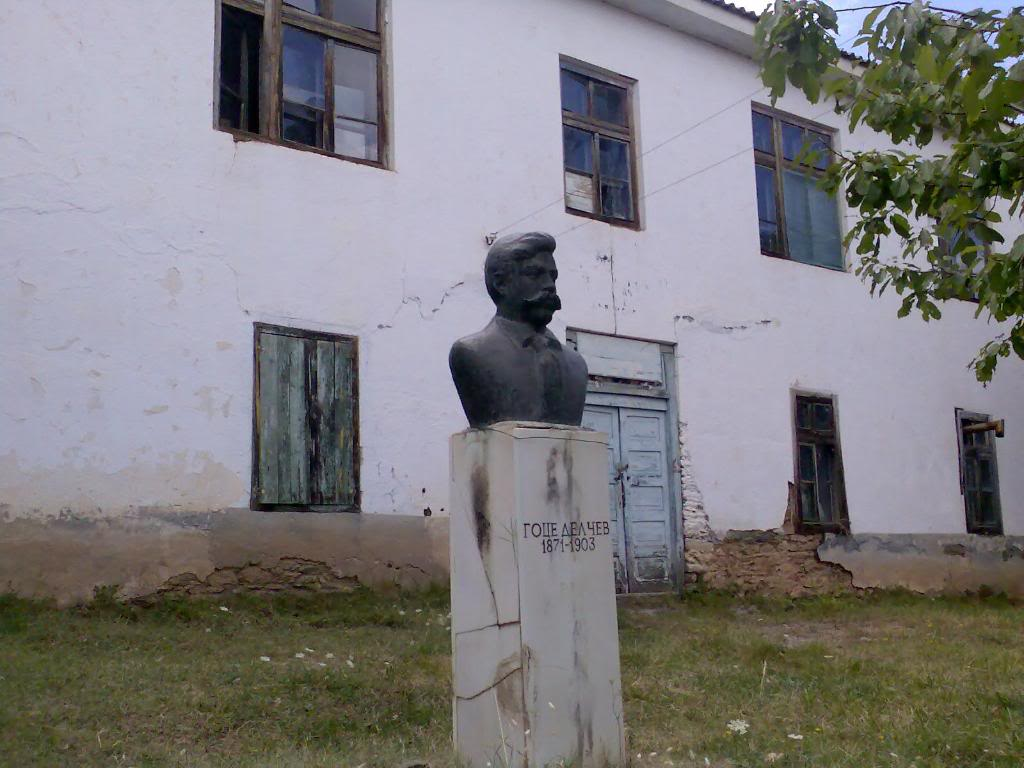
Пам'ятник Гоце Делчеву